# Tour de Francia 1975
El 62.º Tour de Francia se disputó entre el 26 de junio y el 20 de julio de 1975 con un recorrido de 4000 km dividido en un prólogo y 22 etapas, de las que la primera y la novena estuvieron divididas en dos sectores. Participaron 14 equipos de 10 corredores de los que solo uno logró finalizar la prueba con todos sus integrantes. El vencedor cubrió la prueba a una velocidad media de 34,906 km/h.

## Etapas
| Etapa   | Fecha  | Recorrido                          | Distancia (km) | Ganador               | Líder            |
| ------- | ------ | ---------------------------------- | -------------- | --------------------- | ---------------- |
| Prólogo | 26 jun | Charleroi- Charleroi               | 6,25 (CR)      | Francesco Moser       | Francesco Moser  |
| 1.ª (1) | 27 jun | Charleroi- Molenbeek               | 94             | Cees Priem            | Francesco Moser  |
| 1.ª (2) | 27 jun | Molenbeek-Roubaix                  | 108,5          | Rik Van Linden        | Francesco Moser  |
| 2ª      | 28 jun | Roubaix-Amiens                     | 121,5          | Ronald De Witte       | Francesco Moser  |
| 3.ª     | 29 jun | Amiens-Versalles                   | 169,5          | Karel Rottiers        | Francesco Moser  |
| 4.ª     | 30 jun | Versalles-Le Mans                  | 223            | Jacques Esclassan     | Francesco Moser  |
| 5.ª     | 1 jul  | Sablé-sur-Sarthe-Merlin-Plage      | 222,5          | Theo Smit             | Francesco Moser  |
| 6.ª     | 2 jul  | Merlin-Plage-Merlin-Plage          | 16 (CR)        | Eddy Merckx           | Eddy Merckx      |
| 7.ª     | 3 jul  | Saint Gilles Croix de Vie-Angulema | 235,50         | Francesco Moser       | Eddy Merckx      |
| 8.ª     | 4 jul  | Angoulême-Burdeos                  | 134            | Barry Hoban           | Eddy Merckx      |
| 9.ª (1) | 6 jul  | Langon-Fleurance                   | 131            | Theo Smit             | Eddy Merckx      |
| 9.ª (2) | 7 jul  | Fleurance-Auch                     | 37,4 (CR)      | Eddy Merckx           | Eddy Merckx      |
| 10.ª    | 8 jul  | Auch-Pau                           | 206            | Felice Gimondi        | Eddy Merckx      |
| 11.ª    | 9 jul  | Pau-Saint-Lary-Soulan              | 160            | Joop Zoetemelk        | Eddy Merckx      |
| 12.ª    | 10 jul | Tarbes-Albi                        | 242            | Gerrie Knetemann      | Eddy Merckx      |
| 13.ª    | 11 jul | Albi-Super Lioran                  | 260            | Michel Pollentier     | Eddy Merckx      |
| 14.ª    | 12 jul | Aurillac-Puy de Dôme               | 173,5          | Lucien Van Impe       | Eddy Merckx      |
| 15.ª    | 14 jul | Niza-Pra Loup                      | 217,5          | Bernard Thévenet      | Bernard Thévenet |
| 16.ª    | 15 jul | Barcelonnette-Serre Chevalier      | 107            | Bernard Thévenet      | Bernard Thévenet |
| 17.ª    | 16 jul | Valloire-Avoriaz                   | 225            | Vicente López Carril  | Bernard Thévenet |
| 18.ª    | 17 jul | Morzine-Châtel                     | 40 (CR)        | Lucien Van Impe       | Bernard Thévenet |
| 19.ª    | 18 jul | Thonon-les-Bains-Chalon sur Saône  | 229            | Rik Van Linden        | Bernard Thévenet |
| 20.ª    | 19 jul | Pouilly-en-Auxois-Melun            | 256            | Giacinto Santambrogio | Bernard Thévenet |
| 21.ª    | 20 jul | Melun-Senlis                       | 220,5          | Rik Van Linden        | Bernard Thévenet |
| 22.ª    | 20 jul | París-París                        | 163,35         | Walter Godefroot      | Bernard Thévenet |

CR = Contrarreloj individual

## Clasificación general
| Clasificación general |                      |                        |                   |
| Ciclista              | Ciclista             | Equipo                 | Tiempo            |
| --------------------- | -------------------- | ---------------------- | ----------------- |
| 1.º                   | Bernard Thévenet     | Peugeot-BP-Michelin    | 114 h 35 min 31 s |
| 2.º                   | Eddy Merckx          | Molteni-RYC            | + 2 min 47 s      |
| 3.º                   | Lucien Van Impe      | Gitane-Campagnolo      | + 5 min 01 s      |
| 4.º                   | Joop Zoetemelk       | Gan-Mercier-Hutchinson | + 6 min 42 s      |
| 5.º                   | Vicente López Carril | Kas-Kaskol             | + 19 min 29 s     |
| 6.º                   | Felice Gimondi       | Bianchi-Campagnolo     | + 23 min 05 s     |
| 7.º                   | Francesco Moser      | Filotex                | + 24 min 13 s     |
| 8.º                   | Josef Fuchs          | Filotex                | + 25 min 51 s     |
| 9.º                   | Edward Janssens      | Molteni-RYC            | + 32 min 01 s     |
| 10.º                  | Pedro Torres         | Super Ser              | + 35 min 36 s     |